# UX Orionis-variabel
UX Orionis-variabeln är en typ av eruptiv variabel och bildar en särskild undergrupp till Orionvariablerna, med oregelbundna variationer inom en vid amplitud från knappt detekterbar till mer än 4 magnituder. Flertalet UX Orionis-variabler är Herbig Ae/Be-stjärnor, men andra är T Tauri-stjärnor av sena spektralklasser.
Prototypstjärnan UX Orionis varierar oregelbundet mellan visuell magnitud +9,48 och 12,5. En annan stjärna i variabelgruppen är RZ Piscium.